# Crambus lyonsellus
Crambus lyonsellus là một loài bướm đêm trong họ Crambidae.